# Crème glacée au crabe
La crème glacée au crabe est un parfum de crème glacée au crabe. Inventée par les Japonais et connue par eux sous le nom de kani aisu, elle est décrite comme ayant un goût sucré. Elle est proposée dans certains établissements alimentaires, notamment les glaciers, comme le restaurant The Fat Duck de Heston Blumenthal, et le Coromoto vénézuélien, qui propose le plus grand nombre de parfums de glace au monde.

## Histoire et production
La glace au crabe est une création japonaise. L'île d'Hokkaidō, au Japon, est connue pour la fabrication de la glace au crabe.

## Préparation et description
Selon la recette de la glace au crabe de Heston Blumenthal, elle est obtenue en congelant pendant une demi-heure un mélange de bouillon composé principalement de crabe, l'alternative étant les crevettes, et d'un peu de lait en poudre (écrémé), d'une douzaine de jaunes d'œufs et d'un peu de sucre. La crème glacée au crabe est décrite comme ayant une saveur sucrée pour la majorité des gens, bien que certains puissent avoir un goût différent, car il a été prouvé que le goût est affecté par les attentes du cerveau. Blumenthal a comparé la crème glacée au crabe à une « bisque de crabe congelée ».

## Utilisations notables
La crème glacée au crabe est fabriquée par Heston Blumenthal, chef renommé et propriétaire du Fat Duck, dans le Berkshire, en Angleterre, comme dessert sur la carte de son restaurant, bien qu'il admette qu'il est difficile de convaincre les clients de l'essayer. Il en a également fait une fois pour des tests effectués par des scientifiques de l'alimentation en juin 2011, et pour une occasion de crème glacée à la Royal Institution en juin 2001. Heladería Coromoto, un magasin de crème glacée basé à Mérida, qui possède la plus grande variété de crème glacée vendue dans le monde, propose la « crème de crabe » comme l'un de ses parfums de crème glacée. Dans son pays d'origine, le Japon, la crème glacée au crabe est commercialisée en japonais sous le nom de kani aisu. Un glacier du Delaware a tenté un jour de fabriquer sa propre glace au crabe, mais le produit final a été considéré comme un échec.